# Cecil Green
Cecil Green, ameriški dirkač Formule 1, * 30. september 1919, Dallas, Teksas, ZDA, † 29. julij 1951, Winchester, Indiana, ZDA.
Cecil Green je pokojni ameriški dirkač, ki je med letoma 1950 in 1951 sodeloval na ameriški dirki Indianapolis 500, ki je med letoma 1950 in 1960 štela tudi za prvenstvo Formule 1. Najboljši rezultat je dosegel na dirki leta 1950, ko je zasedel četrto mesto in s tem postal najmlajši dirkač Formule 1, ki se je uvrstil med dobitnike točk, rekord ki ga je držal eno leto. Leta 1951 se je smrtno ponesrečil na dirki v Winchestru.